# HD 135235
HD 135235，又名CD-47 9824，SAO 225590、HR 5663，是一颗恒星，视星等为5.95，位于銀經326.37，銀緯8.11，其B1900.0坐标为赤經15h 8m 56.1s，赤緯-47° 8.11′ 5″。